# Гуламов, Расул Гуламович
Расул Гуламович Гуламов (узб. Rasul Gʻulomovich Gʻulomov; 1911 — неизвестно) — советский узбекский партийный и государственный деятель. Председатель Верховного Совета Узбекской ССР (1959—1961, 1988—1990).

## Биография
В 1930 г. окончил педагогический техникум, в 1955 г. окончил Высшую партийную школу при ЦК КПСС.
Трудовую деятельность начал в 1930 г. в Маргилане, заведовал учебной частью ФЗО. Работал в комсомольских организациях Узбекистана, в Октябрьском райисполкоме Ташкента, инструктором, старшим инструктором, помощником Председателя Президиума Верховного Совета Узбекской ССР, директором Ташпромторга, начальником отдела культуры и искусства рудника «Ташкентсталинуголь».
- 1945 г. — инструктор отдела кадров ЦК КП(б) Узбекистана,
- 1945 г. — заведующий сектором культуры и просвещения Отдела кадров ЦК КП(б) Узбекистана,
- 1945 г. — заместитель заведующего отделом кадров ЦК КП(б) Узбекистана,
- 1945—1948 гг. — заместитель заведующего отделом пропаганды и агитации ЦК КП(б) Узбекистана,
- 1948—1951 гг. — заместитель председателя Совета Министров Узбекской ССР,
- 1951—1952 гг. — председатель исполнительного комитета Ташкентского городского Совета,
- 1955—1956 гг. — председатель исполнительного комитета Ташкентского городского Совета,
- 1956—1958 гг. — первый секретарь Ташкентского городского комитета КП Узбекистана,
- 1957—1959 гг. — первый заместитель председателя СМ Узбекской ССР,
- 1959—1961 гг. — первый секретарь Ташкентского областного комитета КП Узбекистана,
- 1959—1961 гг. — председатель Верховного Совета Узбекской ССР.

Являлся директором республиканского института усовершенствования учителей. С 1964 г. - первый заместитель председателя Госкино УзССР, одновременно - заместитель генерального директора Ташкентского Международного кинофестиваля стран Азии, Африки и Латинской Америки.
- 1987—1990 гг. — председатель Узбекского Совета ветеранов войны и труда,
- 1988—1990 гг. — председатель Верховного Совета Узбекской ССР.

Народный депутат СССР от Всесоюзной организации ветеранов войны и труда. Член Комитета Верховного Совета СССР по делам ветеранов и инвалидов.
Избирался депутатом Верховного Совета УзССР II, III, IV, V созывов, членом Президиума Верховного Совета III созыва (1950-1955). Был делегатом XX, XXI съездов КПСС, X, XIII, XIV, XV съездов Компартии Узбекистана, избирался членом Бюро ЦК КП Узбекистана (1957), кандидатом в члены ЦК, членом ЦК КП Узбекистана.

## Награды и звания
Награждён тремя орденами Трудового Красного Знамени, двумя орденами «Знак Почета», медалями, Почетными грамотами Президиума Верховного Совета УзССР, двумя Большими Золотыми медалями ВДНХ СССР, значками: «Участник строительства Большого Ферганского канала», «Отличник угольной промышленности СССР» и «Отличник кинематографии СССР».